# A-Tee khong pom
A-Tee khong pom (อาตี๋ของผม; titolo internazionale 'Cause You're My Boy, nota anche come My Tee e My Chinese Boy), è una serie televisiva thailandese di genere Boy Love, adattamento dell'omonima graphic novel scritta da CaffeineDekD. Diretta da Rachyd Kusolkulsiri e prodotta da GMMTV, andò in onda su One31 dal 23 giugno 2018, per poi concludersi il 15 settembre. La serie è stata distribuita in latecast anche su Line TV, CHOCO TV (in Taiwan) e YouTube.

## Trama
Mork è un liceale figlio di un barbiere che, per guadagnare qualche soldo, vende video porno masterizzati da lui stesso. Quando quest’ultimo lascia un ragazzo molto attraente nel bel mezzo di un taglio di capelli a causa di un impegno, Mork decide di prendere il posto del padre e provare a finire il lavoro iniziato dal padre. Il tentativo non va a buon fine e il cliente, il cui nome è Tee, se ne va adirato. I due, che sembrano essersi già conosciuti in passato, cominciano così a farsi dispetti a vicenda, finché non si avvicinano.

## Personaggi e interpreti

### Principali
- Mork, interpretato da Sattabut Laedeke "Drake".
- Tee, interpretato da Thanatsaran Samthonglai "Frank".

### Ricorrenti
- Morn, interpretato da Phuwin Tangsakyuen "Phuwin".
- Gord, interpretato da Trai Nimtawat "Neo".
- Au, interpretato da Thanawat Rattanakitpaisarn "Khaotung".
- Ton, interpretato da Chayapol Jutamat "AJ".
- Bambie, interpretata da Sutthipha Kongnawdee "Noon".
- Ching, interpretata da Apichaya Saejung "Ciize".
- Lek, interpretato da Phurikulkrit Chusakdiskulwibul "Amp".
- Mei, interpretata da Chanokwanun Rakcheep "Took".
- Tul, interpretato da Chamanun Wanwinwatsara "Ake".
- Moo, interpretato da Chukiat Iamsuk "Nui Chernyim".
- Som, interpretata da Chananchida Rungpetcharat "Blossom".
- Arm, interpretato da Kittiphong Lerganjanoi "Win".

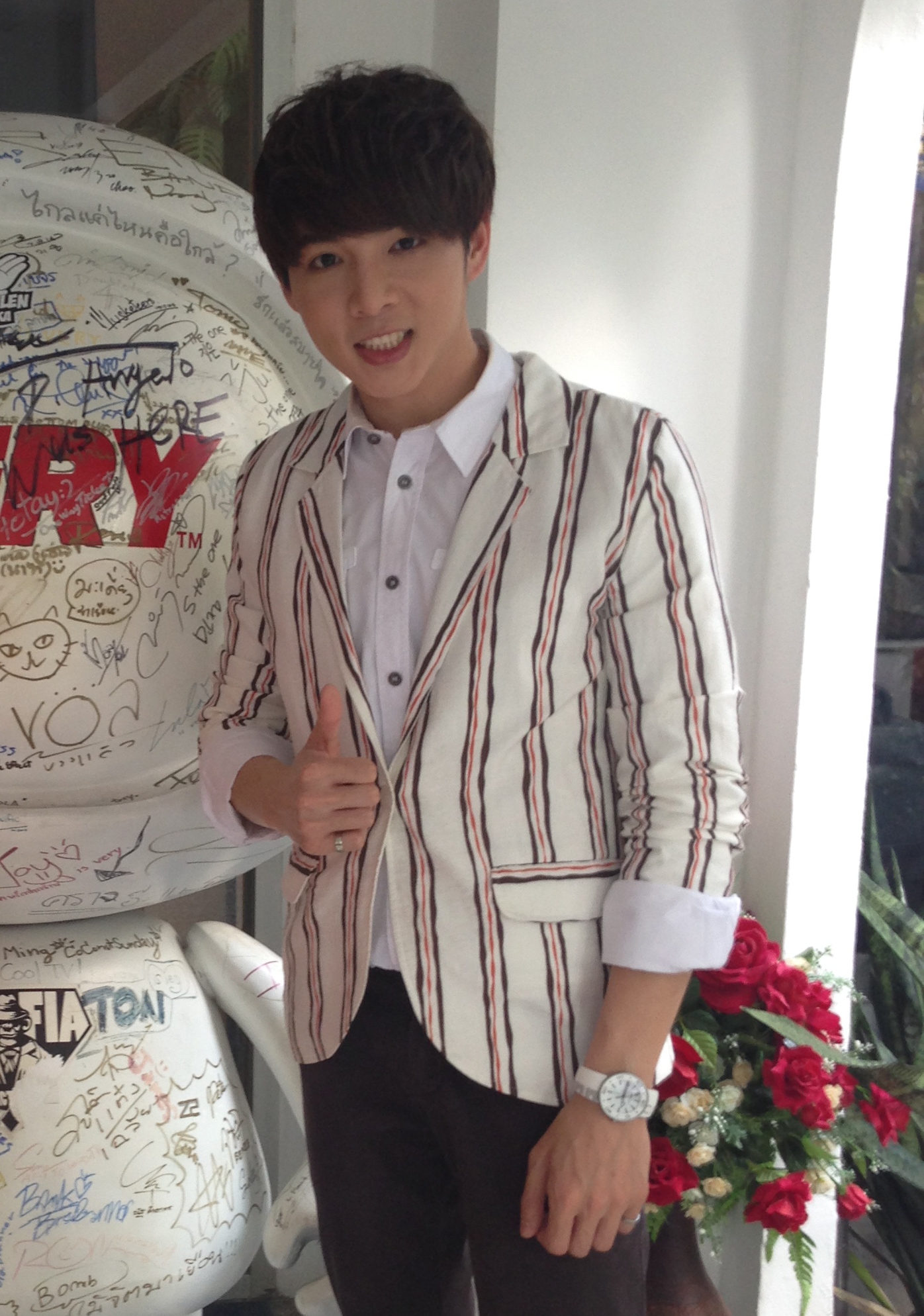
Phurikulkrit Chusakdiskulwibul
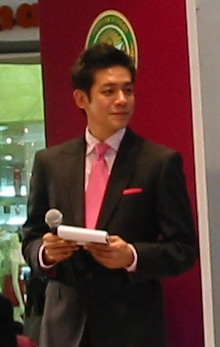
Chamanun Wanwinwatsara

## Episodi
| Stagione       | Episodi | Prima TV |
| -------------- | ------- | -------- |
| Prima stagione | 12      | 2018     |

## Colonna sonora
- Harit Cheewagaroon, Pattadon Jan-Ngern e Phuwin Tangsakyuen - Soo sah (sigla iniziale, sigla finale ep. 3)[5]
- Achirawich Saliwattana - Nai suan tee luek tee soot (sigla finale - tranne ep. 3)[6]

## Spin-off
A Mork e Tee è stato dedicate il terzo episodio della miniserie Our Skyy. 